# トヨタ・TF107
トヨタ・TF107は、トヨタが2007年のF1世界選手権に投入したフォーミュラ1カー。

## 開発
前年の6位という結果を巻き返すべく投入されたマシン。マクラーレンやフェラーリ、あるいはホンダに勝るとも劣らない高額なマシン開発費をかけることで有名なトヨタであるが、2007年からはテストドライバーにフランク・モンタニーを迎えマシン開発を行った。
設計に関してはテクニカルディレクターを頭とする縦割りの技術部門を再編。ミシュラン出身のビーグルダイナミクス専門家パスカル・バセロンがシャシー部門シニアゼネラル・マネージャーに就任し、各セクションの合議体制による作業を行った。
エンジンは今季よりウィリアムズにも供給を開始した。ギアボックスの共同開発など、ウィリアムズとの技術提携も図っている。

## 2007年シーズン
1月30日に行われたバレンシアテストで初披露、2月1日にはラルフ・シューマッハが最速タイムを出すなど同マシンのポテンシャルの高さを証明した。
しかし初戦のオーストラリアグランプリはシューマッハが8位、ヤルノ・トゥルーリが9位と奮わず、シーズン通してアメリカGPでトゥルーリが6位、ハンガリーGPでシューマッハが6位が最高位で、コンストラクターズランキングも6位に終わり、エンジン供給先のウィリアムズにも及ばない結果となった。

## スペック

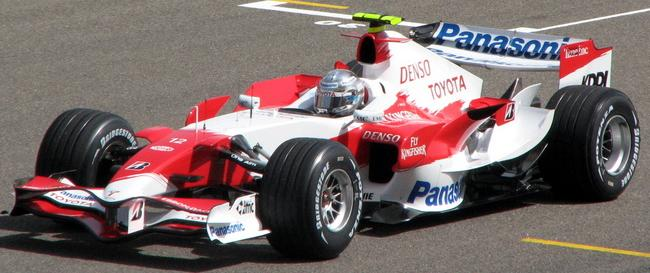
2007年バーレーンGPでサヒールを走行するTF107（ドライバーはヤルノ・トゥルーリ）

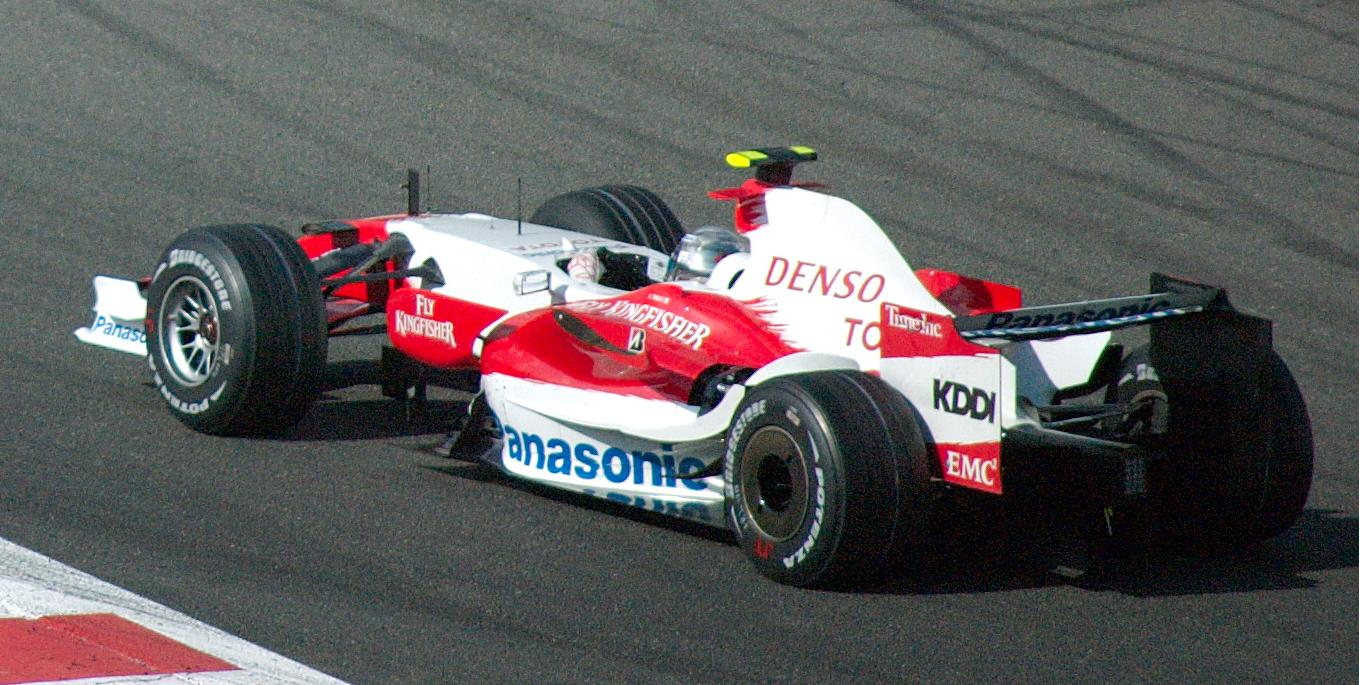
2007年ベルギーGPでスパを走行するTF107（ドライバーはトゥルーリ）

### シャーシ
- シャーシ名 TF107
- 全長　4,530 mm
- 全幅　1,800 mm
- 全高　950 mm
- ホイールベース　3,090mm
- ブレーキ　ブレンボ
- ホイール　BBSホイール
- シートベルト　タカタ

### エンジン
- エンジン名 RVX-07
- 気筒数・角度　V型8気筒・90度
- 排気量　2,398cc
- イグニッション　デンソー
- 燃料・オイル　エッソ

## 記録
| 年   | No. | ドライバー           | 1   | 2   | 3   | 4   | 5   | 6   | 7   | 8   | 9   | 10  | 11  | 12  | 13  | 14  | 15  | 16  | 17  | ポイント | ランキング |
| 年   | No. | ドライバー           | AUS | MAL | BHR | ESP | MON | CAN | USA | FRA | GBR | EUR | HUN | TUR | ITA | BEL | JPN | CHN | BRA | ポイント | ランキング |
| ---- | --- | -------------------- | --- | --- | --- | --- | --- | --- | --- | --- | --- | --- | --- | --- | --- | --- | --- | --- | --- | -------- | ---------- |
| 2007 | 11  | ラルフ・シューマッハ | 8   | 15  | 12  | Ret | 16  | 8   | Ret | 10  | Ret | Ret | 6   | 12  | 15  | 10  | Ret | Ret | 11  | 13       | 6位        |
| 2007 | 12  | ヤルノ・トゥルーリ   | 9   | 7   | 7   | Ret | 15  | Ret | 6   | Ret | Ret | 13  | 10  | 16  | 11  | 11  | 13  | 13  | 8   | 13       | 6位        |

- ドライバーズランキング
  - ヤルノ・トゥルーリ 13位
  - ラルフ・シューマッハ 16位